# باب القرجاني

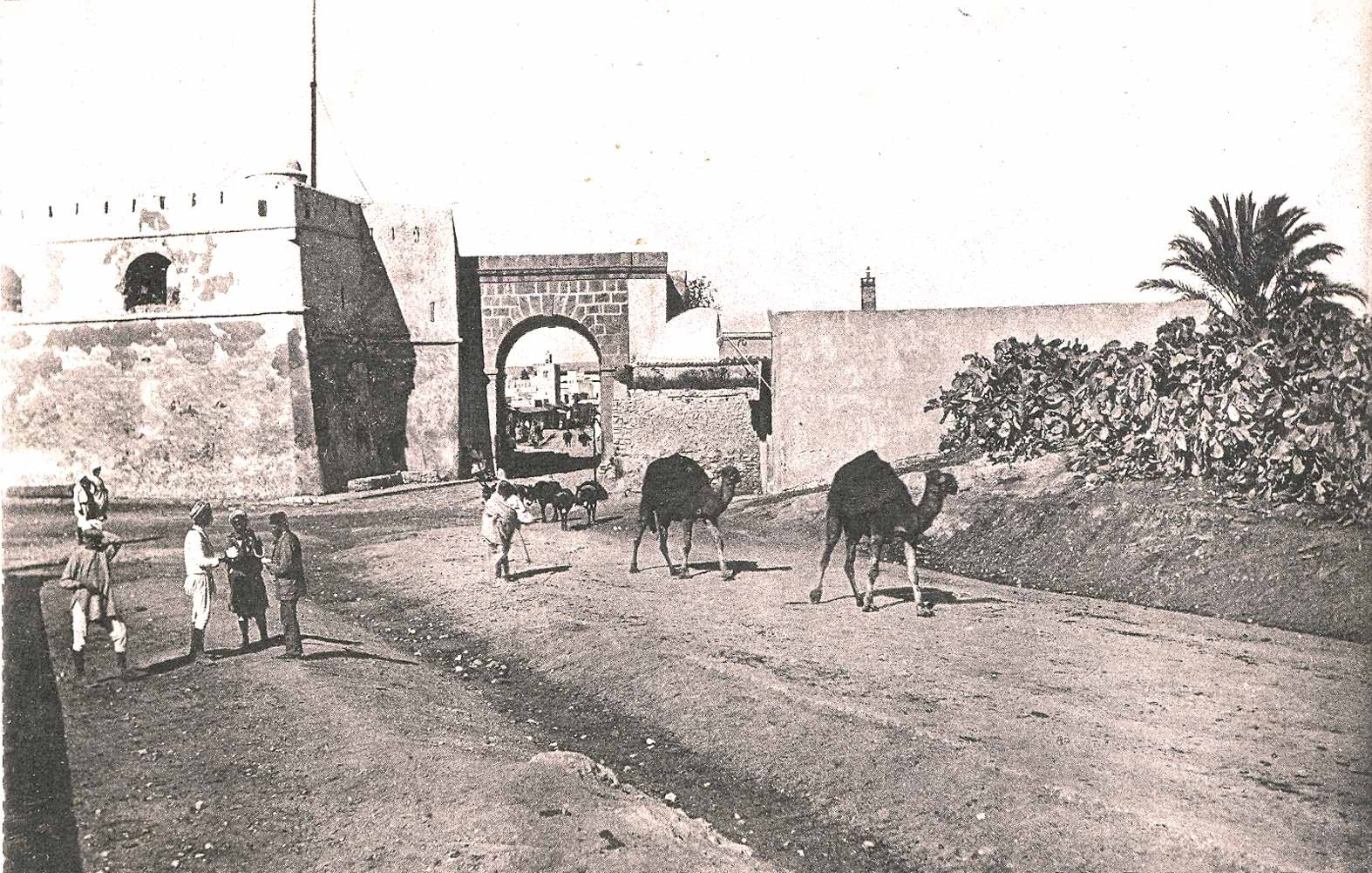
باب الغرجيني عام 1890

باب القرجاني، هو أحد أبواب المدينة العتيقة بتونس العاصمة. يقع على السور الشرقي للمدينة العتيقة. بني خلال الحكم التركي، يحمل اسم أحد التلامذة ال40 لأبي الحسن الشاذلي، سيدي علي القرجاني من القرن السابع هجري/13م، وتحمل اسم هذا الباب اليوم مقبرة وحديقة عمومية.
استعمل لمراقبة سهول مرناق والسيجومي بفضل البرج الذي يحاذيه.